# Euxoa falerina
Euxoa falerina är en fjärilsart som beskrevs av Smith 1900. Euxoa falerina ingår i släktet Euxoa och familjen nattflyn. Inga underarter finns listade i Catalogue of Life.